# 羅斯克里克 (明尼蘇達州)
羅斯克里克（英語：Rose Creek）是一個位於美國明尼蘇達州毛爾縣的城市。

## 歷史
羅斯克里克於1868年成立，同年成立營運至今的郵局，1899年升格為城市。此地得名自附近同名的溪。

## 人口
根據2020年美國人口普查的數據，羅斯克里克的面積為1.27平方千米，皆為陸地。當地共有人口397人，而人口密度為每平方千米313人。